# Trasfigurazione di Nostro Signore Gesù Cristo

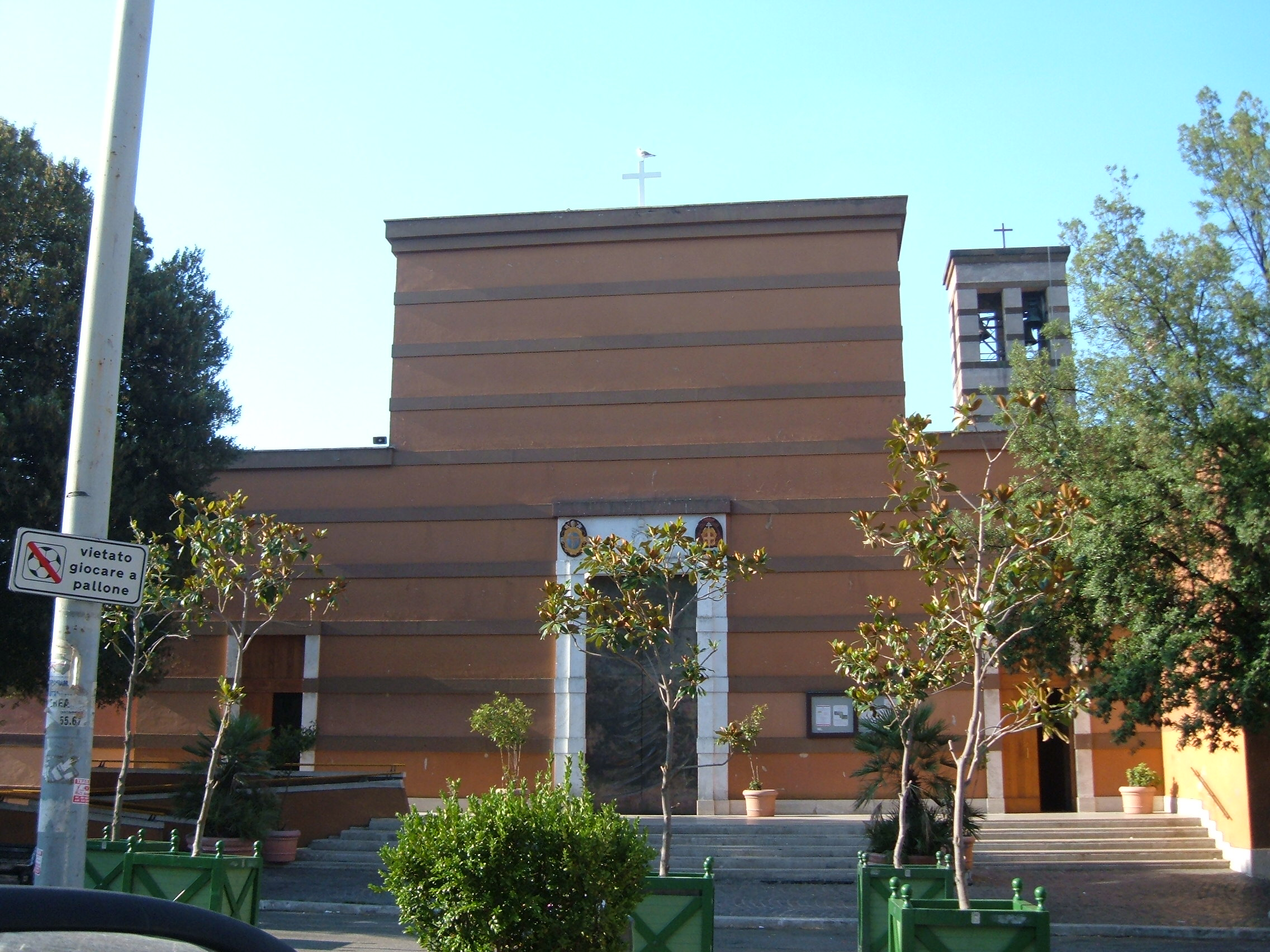
Vista da igreja, incluindo o campanário no fundo.

Trasfigurazione di Nostro Signore Gesù Cristo é uma igreja titular de Roma localizada na Piazza della Trasfigurazione, no quartiere Gianicolense. É dedicada a Transfiguração de Cristo. O cardeal-presbítero protetor do título cardinalício da Transfiguração de Nosso Senhor Jesus Cristo é Pedro Rubiano Sáenz, arcebispo-emérito de Bogotá.

## História
Esta igreja foi construída com base num projeto do arquiteto Tullio Rossi entre 1934 e 1936 em uma região de Roma que na época passava por uma profunda transformação urbanística. A igreja foi elevada a sede de uma paróquia em 18 de junho de 1936 através do decreto “Romanus pontifex” pelo cardeal-vigário Francesco Marchetti Selvaggiani, herdando o título e as receitas da suprimida paróquia de San Rocco al Porto di Ripetta. Durante a ocupação nazista de Roma, a paróquia, dirigida pelo monsenhor Giovanni Butinelli, se envolveu no acolhimento de fugitivos judeus por ordem do papa Pio XII: até a libertação da cidade, em 13 de outubro de 1943, foram salvas do extermínio mais de cem pessoas.
Nas décadas de 1970 e 1980, a igreja teve um papel importante nas discussões posteriores ao Concílio Vaticano II através da criação do grupo e da revista "La Tenda" e no acolhimento dos exilados da ditadura militar argentina.
Em 2001, o papa São João Paulo II elevou a paróquia a sede do título cardinalício da Transfiguração de Nosso Senhor Jesus Cristo.

## Descrição

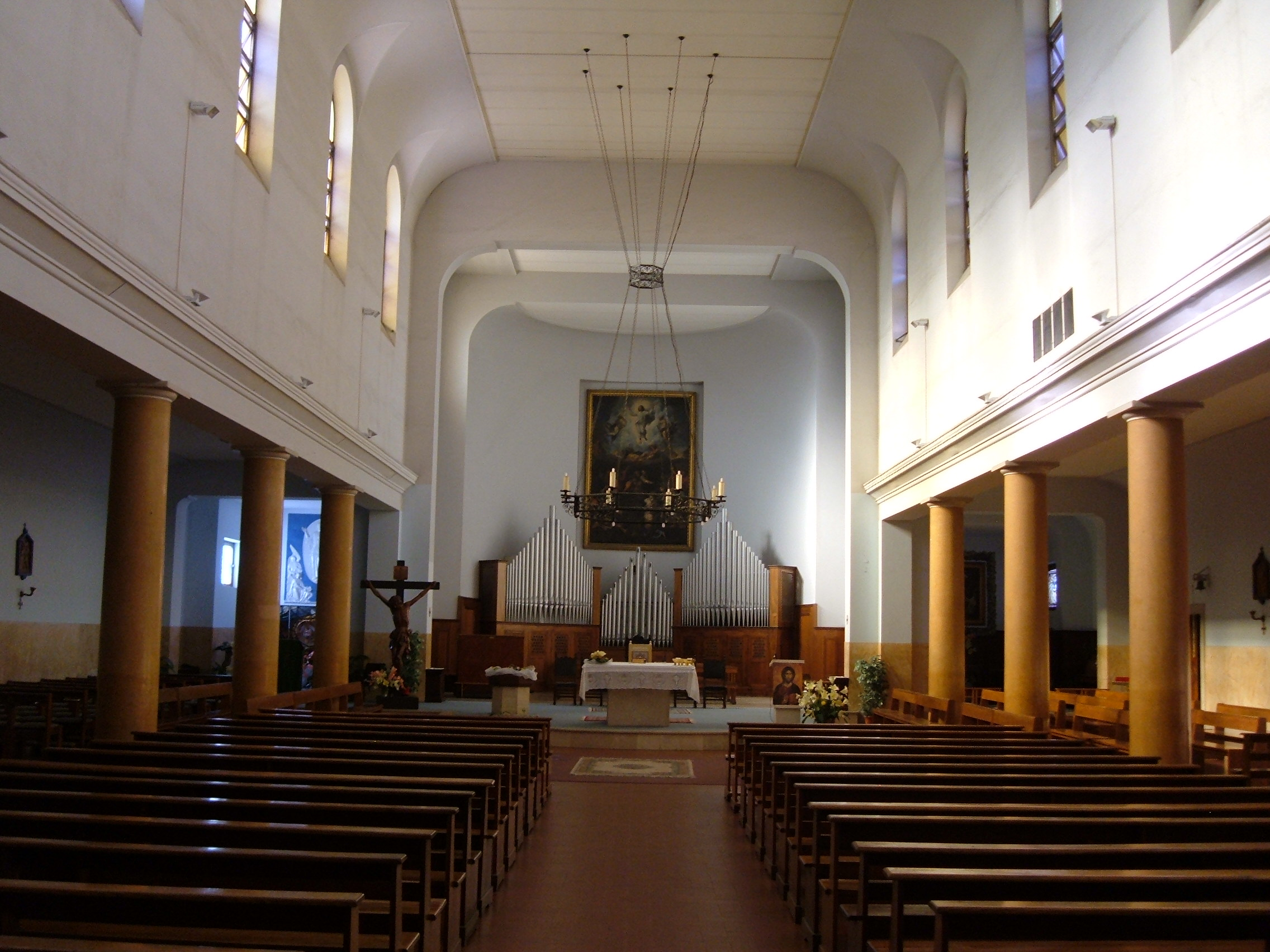
Vista do interior.

De notável valor artístico é o portal de bronze inaugurado por ocasião do Jubileu de 2000, obra de Pierangelo Pagani, com 2,50 metros de largura e 5 metros de altura, com uma representação de uma grande cruz que, com os braços, subdivide o portal em 4 seções. Curiosamente, a abside abriga um órgão de tubos e, na parede, uma cópia da "Transfiguração" de Rafael.